# باشگاه فوتبال امرشام
باشگاه فوتبال امرشام (به انگلیسی: Amersham Town Football Club) یک باشگاه فوتبال در شهر امرشام، کشور انگلستان است که در سال ۱۸۹۰ میلادی تأسیس شده‌است.